# Svenska mästerskapen i skidskytte 2012
Svenska mästerskapen i skidskytte 2012 arrangerades dels 27-28 januari i Östersund och dels 30 mars-1 april 2012 i Sollefteå.
Mästerskapet var uppdelat så att två distanser (masstart och distans) avgjordes under SM-veckan i Östersund medan de resterande tre (sprint, jaktstart och stafett) avgjordes vid separata SM-tävlingar efter att världscupsäsongen var avslutad. I Sollefteå tävlades det även i flera åldersklasser.

## Resultat

### Damer
Distans 27 januari 2012
| Placering | Tävlande       | Klubb              |
| Guld      | Emelie Larsson | SK Bore            |
| Silver    | Elin Mattsson  | SK Bore            |
| Brons     | Mona Brorsson  | Beteds SKF         |
| 4         | Anna Wikström  | Mora Biathlonklubb |
| 5         | Åsa Lif        | Lima SKG           |
Not: Vid damernas distanslopp deltog varken Elisabeth Högberg, Helena Ekholm, Jenny Jonsson, Anna Maria Nilsson eller Anna-Karin Strömstedt.
Masstart 28 januari 2012
| Placering | Tävlande           | Klubb                 |
| Guld      | Anna Maria Nilsson | Biathlon Östersund IF |
| Silver    | Jenny Jonsson      | I 21 IF               |
| Brons     | Elisabeth Högberg  | I 21 IF               |
| 4         | Elin Mattsson      | SK Bore               |
| 5         | Emelie Larsson     | SK Bore               |
Not: Vid damernas masstartslopp deltog varken Helena Ekholm eller Anna-Karin Strömstedt.
Sprint 30 mars 2012
| Placering | Tävlande              | Klubb              |
| Guld      | Helena Ekholm         | I 21 IF            |
| Silver    | Elisabeth Högberg     | I 21 IF            |
| Brons     | Anna-Karin Strömstedt | Stockholm Biathlon |
| 4         | Elin Mattsson         | SK Bore            |
| 5         | Jenny Jonsson         | I 21 IF            |
Not: Vid damernas sprintlopp deltog inte Anna Maria Nilsson
Stafett 31 mars 2012
| Placering | Tävlande                                            | Klubb           |
| Guld      | Elisabeth Högberg, Marielle Molander, Helena Ekholm | I 21 IF lag 1   |
| Silver    | Chardine Sloof, Emelie Larsson, Elin Mattsson       | SK Bore lag 1   |
| Brons     | Felicia Lindqvist, Marika Backman, Sofia Myhr       | Hede SK lag 1   |
| 4         | Linn Persson, Katrine Larsson, Emma Nilsson         | SK Bore lag 2   |
| 5         | Anna Magnusson, Hanna Öberg, Sofia Henriksson       | Piteå SSK lag 1 |
Jaktstart 1 april 2012
| Placering | Tävlande              | Klubb              |
| Guld      | Helena Ekholm         | I 21 IF            |
| Silver    | Elisabeth Högberg     | I 21 IF            |
| Brons     | Anna-Karin Strömstedt | Stockholm Biathlon |
| 4         | Elin Mattsson         | SK Bore            |
| 5         | Emelie Larsson        | SK Bore            |

### Herrar
Distans 27 januari 2012
| Placering | Tävlande          | Klubb                 |
| Guld      | Gabriel Stegmayr  | Dala-Järna IK         |
| Silver    | Pontus Olsson     | I 19 IF               |
| Brons     | Niclas Larsson    | Dala-Järna IK         |
| 4         | Robert Sjöström   | I 21 IF               |
| 5         | Daniel Gustavsson | Biathlon Östersund IF |
Not: Vid herrarnas distanslopp deltog varken Carl Johan Bergman, Björn Ferry, Fredrik Lindström, Magnus Jonsson eller Ted Armgren.
Masstart 28 januari 2012
| Placering | Tävlande             | Klubb                 |
| Guld      | Magnus Jonsson       | Biathlon Östersund IF |
| Silver    | Christopher Eriksson | Tullus SG             |
| Brons     | Johnny Gode          | Sundsvall Biathlon    |
| 4         | Ted Armgren          | Vilhelmina SSK        |
| 5         | Gabriel Stegmayr     | Dala-Järna IK         |
Not: Vid herrarnas masstartslopp deltog varken Carl Johan Bergman, Björn Ferry eller Fredrik Lindström.
Sprint 30 mars 2012
| Placering | Tävlande             | Klubb           |
| Guld      | Carl Johan Bergman   | Ekshärads SF    |
| Silver    | Christoffer Eriksson | Tullus SG       |
| Brons     | Ted Armgren          | Villhelmina SSK |
| 4         | Joël Sloof           | Bore Biathlon   |
| 5         | Tobias Arwidson      | Lima SKG        |
Not: Vid herrarnas sprintlopp deltog varken Björn Ferry eller Fredrik Lindström
Stafett 31 mars 2012
| Placering | Tävlande                                               | Klubb                 |
| Guld      | Christian Backe, Christoffer Eriksson, Erik Forsgren   | Tullus SG lag 1       |
| Silver    | David Ekholm, Sebastian Wredenberg, Carl Johan Bergman | Ekshärads SF lag 1    |
| Brons     | Viktor Olsson Bad, Jonas Häggström, Fredrik Lindström  | Anundsjö SF lag 1     |
| 4         | Magnus Jonsson, Daniel Gustafsson, Viktor Agestam      | Biathlon Östersund IF |
| 5         | Sean Doherty, Casey Smith, Erik Ögren                  | Mix-lag               |
Jaktstart 1 april 2012
| Placering | Tävlande             | Klubb                 |
| Guld      | Carl Johan Bergman   | Ekshärads SF          |
| Silver    | Christoffer Eriksson | Tullus SG             |
| Brons     | Ted Armgren          | Villhelmina SSK       |
| 4         | Magnus Jonsson       | Biathlon Östersund IF |
| 5         | Tobias Arwidson      | Lima SKG              |